# Die Rote Fahne
Die Rote Fahne (La bandiera rossa) è stato un giornale tedesco fondato nel 1876 dal leader del Partito Socialista dei Lavoratori, Wilhelm Hasselmann, e che da allora venne pubblicato a intervalli, a volte clandestinamente, dai socialisti e comunisti tedeschi. Karl Liebknecht e Rosa Luxemburg lo pubblicarono notoriamente nel 1918 come organo della Lega Spartachista.
Dopo la morte di Liebknecht e Luxemburg, durante la cancelleria di Friedrich Ebert del Partito Socialdemocratico di Germania, il giornale fu pubblicato, con interruzioni, dal Partito Comunista di Germania. Proscritto dai nazisti dopo la salita al potere di Adolf Hitler nel 1933, la pubblicazione continuò illegalmente e clandestinamente.

## Storia

### 1876
Wilhelm Hasselmann del Partito Socialista dei Lavoratori di Germania fondò un settimanale, di breve durata, col nome Die rote Fahne.

### 1918-1933

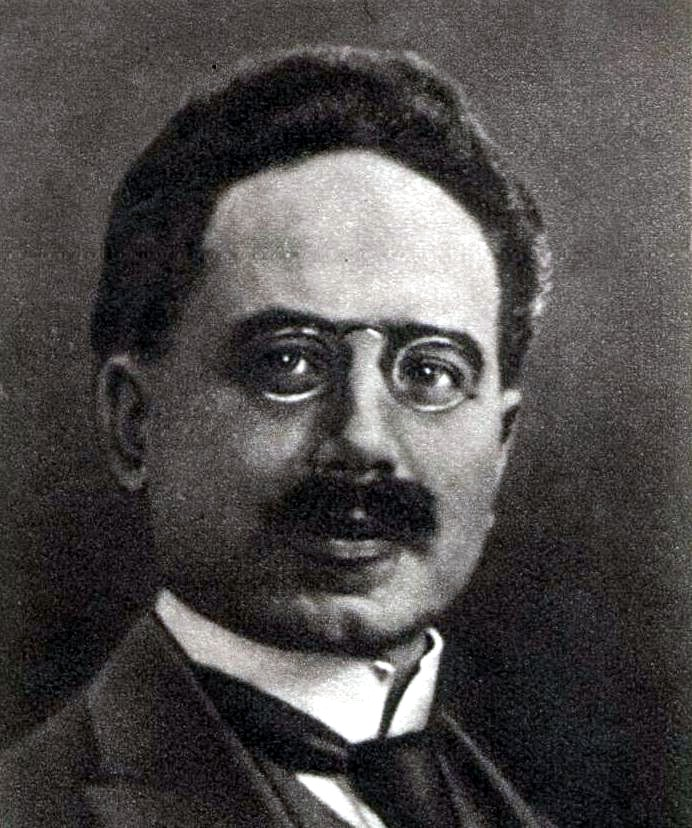
Karl Liebknecht

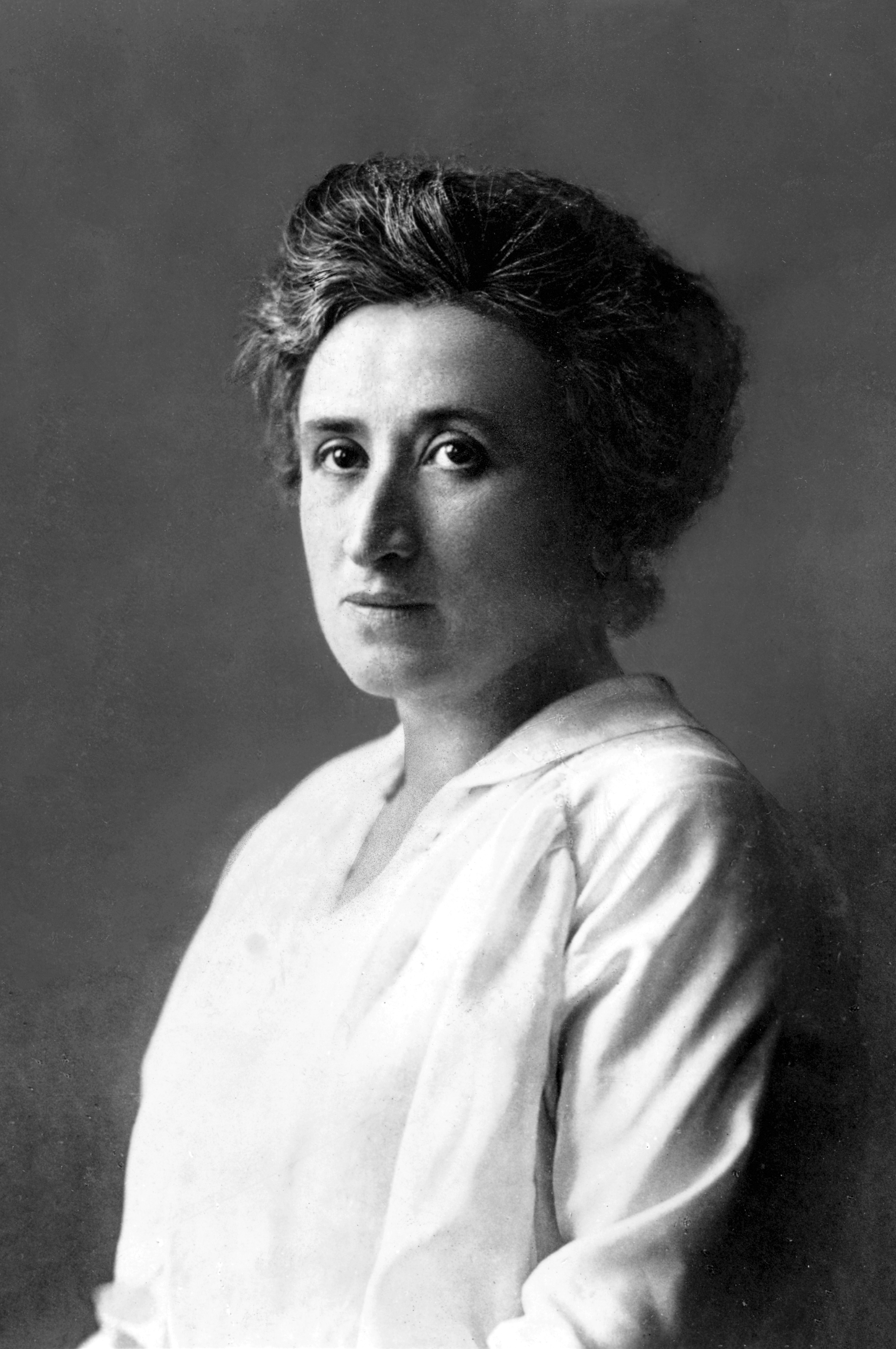
Rosa Luxemburg

Usando il sottotitolo del giornale come indicatore della fedeltà politica, Die Rote Fahne fu successivamente l'organo centrale di:
- Lega Spartachista: dal 9 novembre 1918[11] al 30 dicembre 1918[12]
- Partito Comunista di Germania: dal 1º gennaio 1919 al 19 settembre 1920 (riflettendo l'affiliazione del KPD al Comintern)
- Partito Comunista di Germania: dal 19 settembre 1920 al 23 marzo 1933 circa (data di approvazione del Decreto dei pieni poteri nazista).

La pubblicazione fu vietata dall'ottobre 1923 al marzo 1924, come parte della messa al bando del Partito Comunista di Germania. Il giornale continuò ad essere stampato e distribuito illegalmente, a volte ribattezzato "Rote Sturmfahne" ("Bandiera rossa della tempesta") o "Die Fahne der Revolution" ("La bandiera della rivoluzione"). Nel 1926, la sede del giornale venne trasferita nella Karl-Liebknecht-Haus, nella quale venne installata una rotativa nel luglio 1928. Il 23 febbraio 1933, la polizia nazista fece irruzione nella Karl-Liebknecht-Haus e la chiuse il giorno successivo, anticipando il divieto nazista su tutta la stampa comunista e socialista dopo l'Incendio del Reichstag pochi giorni dopo (28 febbraio 1933).
Molti importanti giornalisti tedeschi e di altre nazionalità parteciparono alla redazione del giornale:
- Fondatori: Rosa Luxemburg, Karl Liebknecht,[12] Paul Frölich[13]
- Giornalisti: Hans Marchwitza[14] e Johannes R. Becher[15]  Ernst Meyer[16] (1918-1919), August Thalheimer[17] (1919-?), Julian Gumperz[18] (1920? - in seguito, secondo marito di Hede Massing), Werner Scholem[19] (1920--?), Gerhart Eisler (1921- già, primo marito di Hede Massing), Arkadi Maslow[20] (1921-?), Heinz Neumann[21] (1922-1928?), Max Matern (1925-?), Hans Lorbeer[22] (1928--?), Erika Heymann (1930-1933), Albert Norden[23] (1930-1933), Lutz Łask[24] (anni '30 e marito dell'amante di Franz Kafka Dora Diamant), Franz Koritschoner,[25] György Lukács,[26] Wolfgang Harich (1923-1995)
- Collaboratori: Emil Barth (1918?), Lilly Becher[27] (1921--?), Willi Schlamm[28] (1923--?), Albert Hotopp (1923-1926), Hanns Eisler (1927),[29] Erich Mielke (1928-1931), John Sieg (1928-1933?), Jürgen Kuczynski (1930-1933), Max Zimmering (1935-1938?)
- Artisti: John Heartfield[30]

### 1933-1942
Fu bandito dopo la fine della Repubblica di Weimar e l'Incendio del Reichstag nel 1933, e distribuito illegalmente durante il governo nazionalsocialista da gruppi clandestini vicini al Partito Comunista fino al 1942. Wilhelm Guddorf era noto per essere stato un suo editorialista alla fine degli anni '30.

### 1970 e in seguito
In seguito agli eventi del 1968, nella Germania Ovest sorsero diversi progetti di gruppi ideologicamente divergenti, della cosiddetta vecchia e della nuova sinistra, per costruire un nuovo partito comunista. Oltre al Partito Comunista Tedesco (DKP), che è ampiamente conosciuto come il partito successore del KPD nella Germania occidentale e che pubblica il quotidiano Unser Zeit come organo di partito, furono fondati vari piccoli partiti comunisti concorrenti, i cosiddetti K-Gruppen, ciascuno dei quali era associato a diversi concetti ideologici del comunismo (dal maoismo, allo stalinismo al trotskismo). Di questi raggruppamenti, c'erano diversi progetti di giornali negli anni '70 chiamati Rote Fahne.